# 王烜
王烜（1878年—1959年），甘肅省皋蘭縣人，清末民初政治人物，同進士出身。
光緒三十年（1904年），會試第82名；殿試登進士三甲第42名，后授以主事分部學習。民國六年，擔任護法國會參議院議員。解放后任甘肅省文史館副館長。

## 著作
- 《明清歷科進士題名碑錄》（卷2921）
- 《清光緒實錄》（6-8）